# Petit-Canal
Petit-Canal é uma comuna francesa na região administrativa de Guadeloupe, no departamento de Guadeloupe. Estende-se por uma área de 72 km², com 7 746 habitantes, segundo os censos de 1999, com uma densidade de 108 hab/km².